# Duacılı
Duacılı ist eine Kleinstadt im Landkreis Sarayköy der türkischen Provinz Denizli. Duacılı liegt etwa 21 km nordwestlich der Provinzhauptstadt Denizli und 4 km südöstlich von Sarayköy. Duacılı hatte laut der letzten Volkszählung 1.876 Einwohner (Stand Ende Dezember 2010).
Das Verwaltungsgebiet von Duacılı gliedert sich in drei Stadtteile, Bahçelievler Mahallesi, Çınar Mahallesi und Efe Mahallesi, die jeweils von einem Muhtar verwaltet werden.